# Švédsko na Letních olympijských hrách 1988
Švédsko na Letních olympijských hrách 1988 v jihokorejském Soulu reprezentovalo 185 sportovců, z toho 148 mužů a 37 žen. Nejmladším účastníkem byla Anna-Karin Persson (15 let, 164 dní), nejstarším pak Ragnar Skanåker (54 let, 109 dní). Reprezentanti vybojovali 11 medailí, z toho 4 stříbrných a 7 bronzových.

## Medailisté
| Medaile | Jméno                                                 | Sport             | Disciplína                      |
| ------- | ----------------------------------------------------- | ----------------- | ------------------------------- |
| Stříbro | George Cramne                                         | Box               | Muži lehká váha do 60 kg        |
| Stříbro | Ragnar Skanåker                                       | Sportovní střelba | Muži 50 metrů libovolná pistole |
| Stříbro | Anders Holmertz                                       | Plavání           | Muži 200 m volný styl           |
| Stříbro | Birgitta Bengtsson Marit Söderström                   | Jachting          | Ženy třída 470 Class            |
| Bronz   | Patrik Sjöberg                                        | Atletika          | Muži skok do výšky              |
| Bronz   | Lars Myrberg                                          | Box               | Muži velterová váha 63,5 kg     |
| Bronz   | Michel Lafis Anders Jarl Björn Johansson Jan Karlsson | Cyklistika        | Muži časovka družstev           |
| Bronz   | Erik Lindh                                            | Stolní tenis      | Muži dvouhra                    |
| Bronz   | Stefan Edberg                                         | Tenis             | Muži dvouhra                    |
| Bronz   | Stefan Edberg Anders Järryd                           | Tenis             | Muži čtyřhra                    |
| Bronz   | Tomas Johansson                                       | Zápas             | řecko-římský do 130 kg          |